# Jaime Pedro Gonçalves
Jaime Pedro Gonçalves (Manica, 26 de novembro de 1936 – Beira, 6 de abril de 2016) foi um prelado moçambicano da Igreja Católica, arcebispo emérito da Beira.

## Biografia
Frequentou o seminário em Zobué, província de Tete, e prosseguiu os estudos em Maputo, Namaacha, Canadá e Roma.
Após os estudos superiores em educação, ciências sociais e teologia, recebeu a ordenação presbiteral em 17 de dezembro de 1967.
Em 19 de dezembro de 1975, o Papa Paulo VI o nomeou como bispo coadjutor de Beira. Recebeu a ordenação episcopal como bispo titular de Ficus em 28 de março de 1976, na Igreja de Macuti, tendo como sagrante principal Januário Machaze Nhangumbe, bispo de Porto Amélia, coadjuvado por Alexandre José Maria dos Santos, O.F.M., arcebispo de Lourenço Marques e Alberto Setele, bispo de Inhambane.
Em 1976, foi eleito presidente da Conferência Episcopal de Moçambique, cargo exercido até 1986. Em 3 de dezembro de 1976, sucede como bispo da Beira. Com a elevação da diocese da Beira à arquidiocese metropolitana, torna-se seu primeiro arcebispo, em 4 de junho de 1984. No ano seguinte, foi eleito como presidente do Encontro Inter-regional dos Bispos do Sul da África, cargo exercido até 1992.
Foi um dos responsáveis diretos pela negociação e posterior assinatura do Acordo Geral de Paz de Moçambique, que pôs fim à Guerra Civil Moçambicana. Foi um dos idealizadores e responsáveis pela criação da Universidade Católica da Beira.
Foi ainda mais uma vez eleito presidente da Conferência Episcopal de Moçambique, para o período 2002-2006. Em 21 de maio de 2007, realizou visita ad limina ao Papa Bento XVI, em Roma.
Teve sua renúncia à administração pastoral da Arquidiocese da Beira aceite pelo Papa Bento XVI em 14 de janeiro de 2012.
Morreu em 6 de abril de 2016, vítima de complicações renais.
Recebeu o título de doutor Honoris Causa da Universidade Católica de Moçambique, de forma póstuma, em 17 de dezembro de 2020.